# Raúl Alzate
 Raúl Andrés Alzate (Popayán, Colombia, 28 de marzo de 1986) es un piloto colombiano de motociclismo. En el 2013-2015 se convirtió en campeón latinoamericano de SuperSport, categoría reina del motociclismo suramericano en los 600cc en su última versión, realizada por la Federación Internacional de Motociclismo (FIM).

## Biografía
Raúl quien siempre va con el número 89, hoy promocionado como #RA89, se ha destacado por ser un gran visionario de este deporte a motor. Desde los siete años inicia su pasión y amor por el motociclismo, cuando jugaba en su moto 50 cc que había pedido de Navidad, pero fue en el año 2002 cuando empieza su trayectoria deportiva profesional.
Inicio a los dieciséis años en el Campeonato Colombiano de Motocross en la categoría 125cc B, donde debutó con el título de Subcampeón Nacional 2002, dejando ver su talento de campeón.
Luego de dos años, en el 2005, regresó a competir en moto velocidad para el Campeonato ecuatoriano de Superbike, esta vez en la categoría de 1000cc, pasado de 125cc a la máxima velocidad, ratificando así su destreza. Sin embargo, su continuidad en ambos campeonatos se había visto fragmentada por falta de recursos económicos, debido a la alta inversión que requiere este deporte.
En el 2009 regresa a participar en el Campeonato Colombiano en las categorías expertos de Súpermotard, la cual es una combinación entre el motocross y velocidad. A bordo de una Yamaha 450cc logró ocupar la tercera posición, participando además en la categoría Supersport 600cc, máxima y la más importante en Colombia, obteniendo en esta el cuarto lugar. 
En el año 2010 participó en las mismas categorías obteniendo el tercer lugar en Supermotard y subcampeón en la categoría Súpersport.
En el 2011 logra los mismos resultados en ambas categorías, pero sin asistir a a varias válidas, caso que lo limitó a ser Campeón, sin embargo, sus resultados cautivaron al público y pilotos de muchas regiones de Colombia y Suramérica. 
Hizo parte de la Selección Colombia, participando en el Campeonato Latinoamericano de Súpermotard y SuperSport. Logrando segundo y, por una caída, el cuarto puesto.
En el Campeonato Latinoamericano de SuperSport superó a pilotos de Panamá, Costa Rica, Venezuela, República Dominicana, Guatemala, México, Ecuador y por su puesto Colombia, logrando el tercer puesto en la y cuarto lugar en la posición en general.
Ese mismo año, tuvo la oportunidad de viajar a los Estados Unidos, para competir las últimas tres carreras del Campeonato Nacional de USA, obteniendo en la última carrera de New Jersey una meritoria posición de 12.º lugar entre 29 grandes pilotos, de la categoría reina de 600 cc supersport.
En el 2012 participó en el Campeonato Italiano de Velocidad de la Copa R6, certamen más importante de dicho país, en el cual se disputaron 6 válidas. La temporada empezó, el 26 de marzo en el circuito internacional de Mugello, donde por primera vez compitió Raúl y obtuvo un noveno puesto; el 8 de abril fue la segunda válida del Campeonato Italiano en Imola donde clasificó de tercero, y logró liderar la carrera hasta que lastimosamente cayó y la moto no volvió a encender; esta experiencia fue muy importante para Colombia y para el piloto, ya que para ser el primer año logró destacarse en medio de tan excelentes pilotos internacionales. 
El último gran desempeño lo obtuvo en el año 2013, obteniendo el título de Campeón Latinoamericano de SuperSport realizado en Colombia el 10 y 11 de diciembre, donde participaron pilotos de Costa Rica, Guatemala, México, Panamá, República Dominicana, Venezuela y Colombia.
Sin ser un camino fácil, ha sido el talento y la ayuda de Dios quién lo ha llevado a nuevas conquistas, e importantes logros internacionales que lo destacan como uno de los mejores pilotos latinos. O como bien lo ha reseñado ‘ESPN en español’, el canal más importante de deportes, “Es Raúl Alzate junto con Yohnny Hernández, las promesas más grandes del motociclismo latinoamericano”.